# Paradiso perduto
(John Milton, Paradise Lost, Libro I)
Paradiso perduto (titolo originale: Paradise Lost) è un poema in versi sciolti (blank verse) di John Milton del 1667. Il poema tratta il racconto ebraico-cristiano della caduta dell'uomo: la tentazione di Adamo ed Eva da parte di Lucifero, e la loro cacciata dal Giardino dell'Eden. Il fine di Milton, espresso nel primo libro, è "svelare all'uomo la Provvidenza eterna" (I, 26) e spiegare il conflitto tra tale Provvidenza eterna e il libero arbitrio.

## L'età di Milton
Milton iniziò a scrivere Paradiso Perduto nel 1658, durante gli ultimi anni della Repubblica inglese, segnata dalle lotte interne tra le varie fazioni militari e politiche. Sebbene Milton probabilmente abbia terminato il lavoro all'incirca nel 1664, non lo pubblicò fino al 1667, a causa della pestilenza (1665) e del grande incendio di Londra (1666).
Sotto il profilo letterario, la religione domina gli spiriti grazie alla supremazia della Versione Autorizzata; fioriscono i trattatisti teologici (Walton, Browne, Traherne) e i poeti metafisici (Herbert, Crashaw), e si diffondono i poemi epico-religiosi, come la Pharonnida di Chamberlayne, la Theophila di Benlowes e la Davideis di Cowley.

## Storia editoriale
Preceduto dall'abbozzo di una tragedia mai portata a compimento, intitolata Adam Unparadiz'd, il poema di Milton fu pubblicato per la prima volta nel 1667, in 10 libri; seguì una seconda edizione, del 1674, divisa questa volta in 12 libri (in imitazione della suddivisione dell'Eneide di Virgilio) con delle piccole revisioni nel testo e l'aggiunta di una nota sulla versificazione.
La storia è innovativa nei suoi tentativi di riconciliare la tradizione pagana e quella cristiana; prova a conglobare nella storia paganesimo, cristianità e classici greci: egli ammirava molto i classici, ma intendeva, con la sua opera, andare oltre ad essi. Egli prese ispirazione probabilmente da Blossio Emilio Draconzio il quale, nel primo libro (a posteriori denominato Hexaemeron) del suo De laudibus dei descrisse il Paradiso terrestre.
Milton subì l'influenza non solo dei grandi poemi della classicità greco-latina, ma anche dei "romanzi di cavalleria" italiani rinascimentali (Orlando furioso, Gerusalemme liberata) e del poemetto di Giambattista Marino La strage degli innocenti, il primo canto del quale, noto come Sospetto di Erode, era stato tradotto in inglese da Crashaw e pubblicato dallo stesso editore di Milton.
Milton compose l'intera opera mentre era completamente cieco, e aveva bisogno di amanuensi che lavorassero a pagamento per lui (è solo una leggenda quella secondo cui forzò le sue figlie a scrivere al suo posto); in particolare si avvalse del supporto di Andrew Marvell. Il poeta affermò che uno spirito divino lo ispirava durante la notte, affidandogli i versi che avrebbe recitato al mattino. È oggetto di discussione se Milton si sia occupato di faccende come punteggiatura e suddivisione in capitoli. La terza edizione di Paradiso Perduto ignora la punteggiatura ritrovata nel sopravvissuto abbozzo del manoscritto che sarebbe stata inserita dall'amanuense, ma questa procedura è stata messa in dubbio. 

## Contenuto

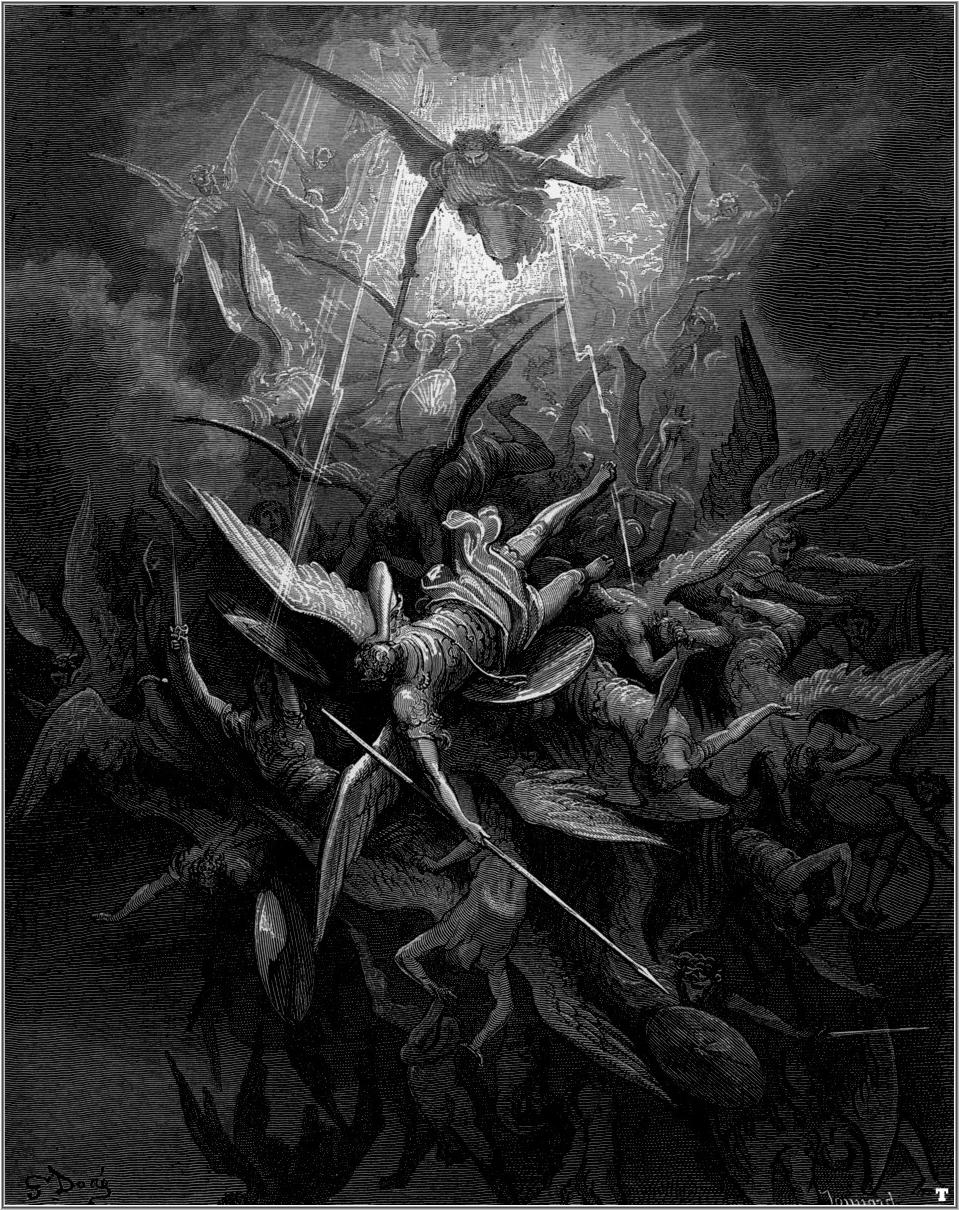
San Michele scaccia tutti gli angeli caduti, illustrazione di Gustave Doré (1866)

### Il proemio
Il proemio del Paradise perduto è costruito per imitazione e riscrittura del modello archetipico istituito dai grandi classici dell'epica, disponendo prima la "propositio" («Of Man's First Disobedience, and the Fruit | of that Forbidden Tree», vv. 1-2) e subito dopo l'"invocatio" («Sing Heav'nly Muse», v. 6) così come avviene nell'Odissea.

### Struttura
Il poema, seguendo la tradizione epica, inizia in medias res con i libri I-IV che descrivono la pianificazione infernale tesa a ottenere la disubbedienza di Adamo; l'antefatto, ossia la ribellione di Satana, è narrato nei libri V-VI. Il libro più lungo è il IX, con 1189 versi, mentre il più breve, il VII, conta 640 versi. Ciascun libro è preceduto da un sommario, intitolato L'argomento. 

### Sinossi
L'opera di Milton narra due vicende: quella di Satana e quella di Adamo ed Eva. Quella di Satana (o Lucifero) rende omaggio agli antichi poemi epici di argomento guerresco. Inizia dopo che Lucifero e gli altri angeli ribelli sono stati sconfitti e scaraventati da Dio nell'Inferno. Nel "Pandemonio", Lucifero deve impiegare le sue abilità retoriche per far ordine tra i suoi seguaci; è affiancato dai suoi fedeli tenenti: Mammona e Belzebù. Alla fine della discussione, Satana si offre volontario per avvelenare la Terra, appena creata. Affronta da solo i pericoli dell'Abisso in un modo che ricorda molto quello di Ulisse e di Enea dopo i loro viaggi nelle regioni ctonie dell'Oltretomba.
L'altra vicenda è fondamentalmente diversa, una nuova sorta di epica: quella "domestica". Adamo ed Eva vengono presentati per la prima volta, nella letteratura cristiana, come dotati di attività anche prima di essere macchiati dal peccato: essi hanno passioni, personalità e sesso. Satana tenta Eva con successo, approfittando della sua vanità e ingannandola con la sua dialettica; Adamo, vedendo che Eva ha peccato, commette coscientemente il medesimo errore, mangiando anche lui il frutto proibito. In tal maniera, Milton ritrae Adamo come un personaggio eroico, ma anche come un peccatore ancor più grande di Eva. Dopo aver compiuto il peccato originale, essi hanno ancora caratteristiche sessuali, ma ora con una nuova sorta di sensualità che prima non possedevano. Dopo aver preso coscienza del loro errore, ossia di aver consumato il frutto dell'Albero della conoscenza, Adamo ed Eva iniziano a lottare. Ad ogni modo, le suppliche di Eva ad Adamo fanno sì che i due si riconcilino. Adamo intraprende un viaggio visionario con un angelo, nel quale è testimone degli errori dell'uomo e del Diluvio universale, ed è incommensurabilmente rattristato dal peccato che hanno commesso attraverso l'assunzione del frutto. Ad ogni modo, gli viene anche mostrata la speranza, e cioè la possibilità di redenzione, attraverso la visione di Gesù Cristo. Essi, successivamente, vengono banditi dall'Eden, e un angelo aggiunge che qualcuno potrà trovare "un paradiso dentro di sé". Adamo ed Eva, ora, hanno un rapporto più distante con Dio, il quale è onnipresente ma invisibile, a differenza del tangibile Padre nel Giardino dell'Eden.

## Personaggi principali

### Satana

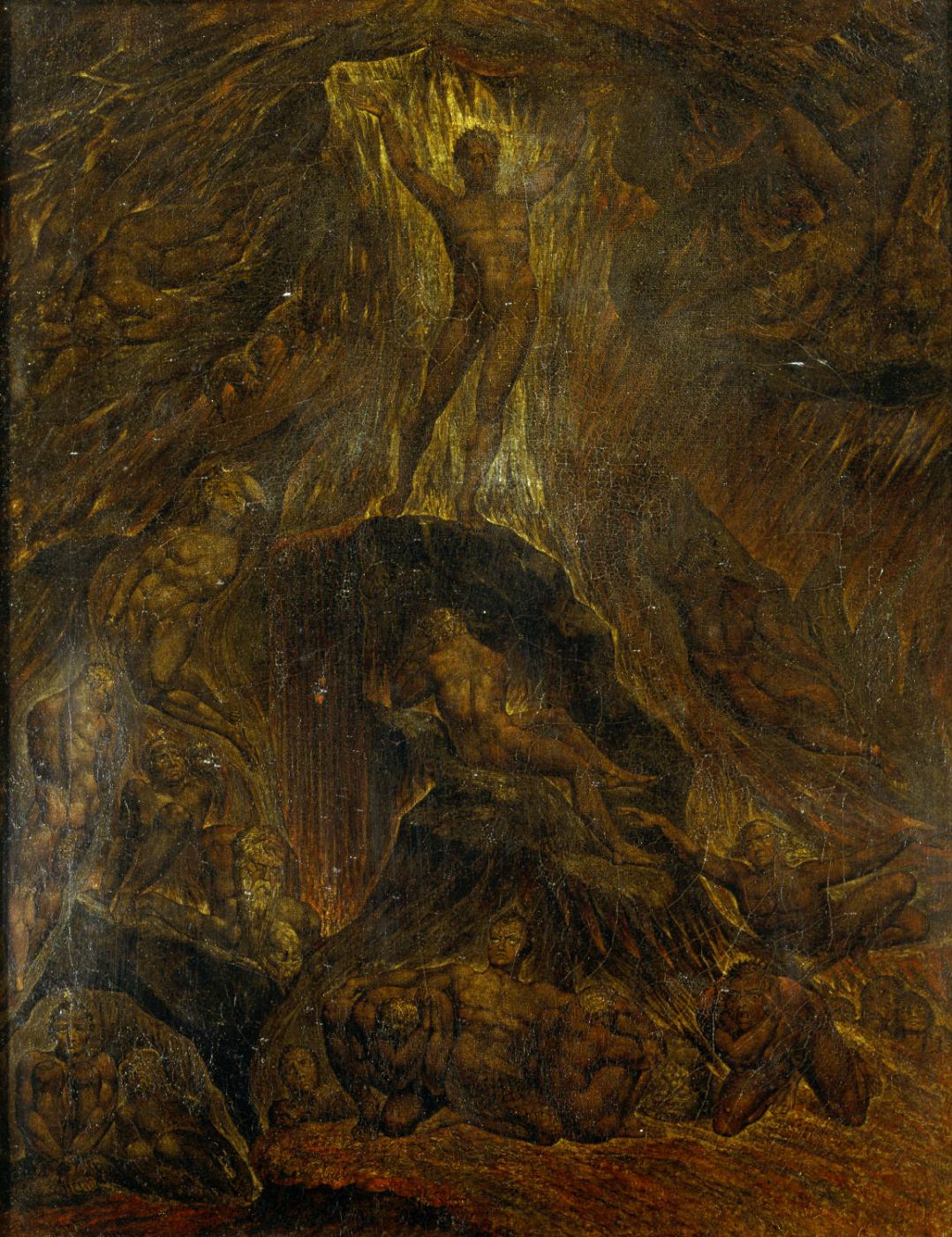
Satana chiama le sue legioni, di William Blake (1804)

Satana è rappresentato come l'oggetto di ammirazione della storia, da imitare e celebrare come un vero eroe. Lotta duramente per vincere i suoi stessi dubbi e le sue stesse debolezze, e porta a compimento il suo obiettivo, ossia corrompere la specie umana. Satana è considerato il più interessante e avvincente dei personaggi del Paradiso Perduto, principalmente per la sua complessità e la sua astuzia. In un certo modo è simile al personaggio di Iago dell'Otello di Shakespeare.
Secondo un'altra corrente d'opinione, il ruolo di Satana eroe riprenderebbe il valore offeso di Achille, le astuzie e la scaltrezza di Ulisse e infine il viaggio di Enea alla ricerca di una nuova patria. Altri asseriscono che Milton utilizza Satana come personificazione dello spirito della Rivoluzione inglese e rappresentazione dell'onore e dell'indipendenza della nazione, fatti valere a dispetto di un governo imbelle. Tutte queste visioni di Satana vengono spiegate approfonditamente in The Satanic Epic, di Neil Forsyth.
Inizialmente conosciuto come Lucifero, Satana era un orgoglioso angelo che non si considerava uguale agli altri. Il giorno in cui Dio nominò il Figlio suo successore al potere, Lucifero si ribella a causa della propria invidia, prendendo con sé un terzo dell'intera popolazione di angeli del Paradiso. Egli è enormemente pieno di sé, e sicuro di poter abbattere Dio; le sue parole sono sempre fraudolente e ingannevoli. Assume varie forme nel corso della storia, le quali sono il riflesso della sua decadenza morale e razionale. Prima è un angelo caduto di considerevole levatura; successivamente un umile cherubino, un cormorano, un rospo, e infine un serpente. Tutto ciò è la raffigurazione di un'incessante attività intellettuale, senza alcuna abilità di pensare adottando un'ottica morale.

### Adamo ed Eva

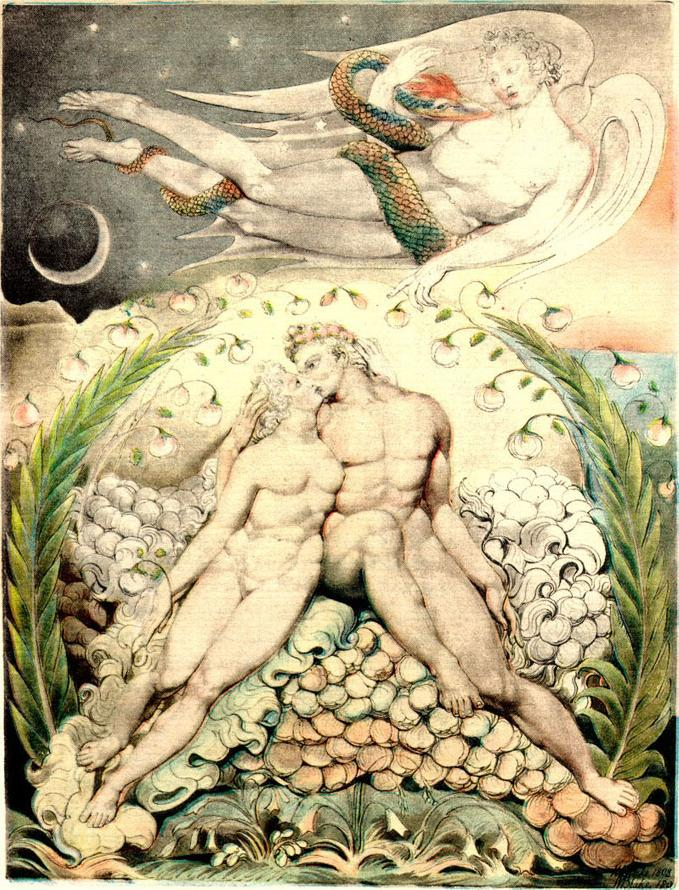
Satana osserva le Carezze di Adamo ed Eva, di William Blake (1808)

Adamo è forte, intelligente e razionale, nato per la meditazione e la prodezza, e prima della caduta è pressoché perfetto, esattamente come ogni essere umano sarebbe potuto essere. È però caratterizzato anche da imperfezione, dacché talvolta s'abbandona a imprudenze e ad atteggiamenti irrazionali. Come conseguenza della caduta, la sua ragione pura e il suo intelletto vengono da lui persi, e l'uomo non è più capace di conversare alla pari con gli angeli (come fece con l'Arcangelo Raffaele), ma è come unilaterale (come si vede, con l'Arcangelo Michele, dopo la caduta). Il suo punto debole è l'amore per Eva. Egli confida a Raffaele che la sua attrazione per lei è travolgente, qualcosa che la sua ragione non è in grado di vincere. Dopo che Eva si nutre dall'Albero della Conoscenza, egli decide di compiere lo stesso atto, essendosi reso conto che se lei è votata a ciò, egli deve seguirla nel suo destino infausto, per non perderla - anche se ciò significa disobbedire a Dio.
Eva è la madre di tutta l'umanità, inferiore ad Adamo nelle facoltà intellettive (perché l'uomo è considerato più vicino a Dio rispetto alla donna) e dotata di tenerezza e dolce grazia affettiva. Ella lo supera nella bellezza, per la quale ella stessa s'innamora della propria immagine al rimirarla nel riflesso in uno specchio d'acqua (qui v'è un richiamo al mito greco di Narciso). È proprio la sua vanità a essere sfruttata da Satana per persuaderla a nutrirsi dall'Albero della Conoscenza, per mezzo di lusinghe. Eva è chiaramente intelligente, ma a differenza di Adamo non è desiderosa di apprendere, essendo infatti assente nella conversazione di Adamo e dell'Angelo Raffaele nel libro VIII, e nelle visioni di Adamo presentate da Michele nei libri XI e XII. Eva non crede che sia suo compito andar in cerca della conoscenza in modo indipendente; preferisce invece che Adamo gliela trasmetta solo in un secondo momento. Il primo caso in cui evade dalla sua passività è quando s'avventura fuori da sola e finisce con l'ingerire il frutto proibito.
Alcuni studiosi argomentano che è errato pensare che Milton denigri le donne attraverso la sua raffigurazione di Eva. Attraverso Eva, egli esamina il ruolo della donna nella sua società, il ruolo positivo e importante che rivestono le donne nella divina unione del matrimonio. Alla fine del poema, dopo aver svelato le proprie forze e le proprie debolezze, Adamo ed Eva appaiono come una potente unità, l'uno complementare all'altro - non solo al lettore, ma anche a se stessi. La caduta serve un fine di scoperta di se stessi, ed è la Caduta Propizia, o la cosiddetta felix culpa.

### Dio

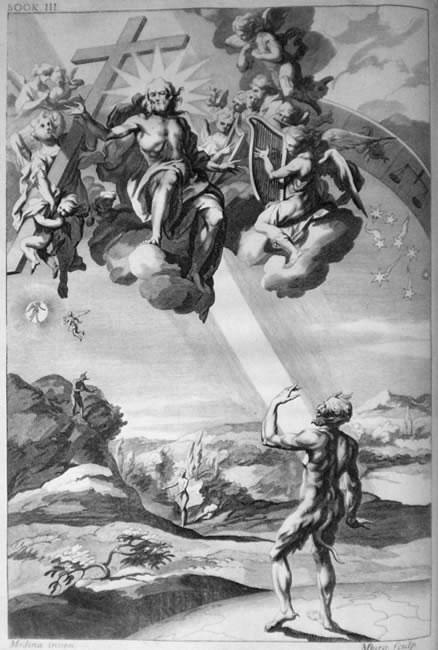
Gesù Cristo raffigurato in La Creazione dell'Uomo, di John Baptist Medina (1688)

Il Dio miltoniano è onnisciente, onnipresente e onnipotente: ciò sta a dire che egli ha prescienza degli eventi futuri, però non predestina - cosa che negherebbe interamente l'idea del libero arbitrio. La difficoltà nell'interpretazione del personaggio di Dio nel Paradiso Perduto è che è più una personificazione di idee astratte che un essere reale; egli è incarnazione della pura ragione (infatti, vi è un'interpretazione che vede in Satana la passione che combatte la ragione, facendone un'anticipazione dell'eroe romantico). Egli permette che il male accada, ma crea il bene dal male. Il critico letterario William Empson (1906-1984) ha chiarito molti dubbi dei lettori sul Dio di Milton nella sua influente opera, che porta lo stesso nome.

### Il Figlio
Il Figlio è la manifestazione di Dio nell'azione, il collegamento fisico tra Dio il Padre e la sua creazione, formando insieme a lui un Dio perfetto e completo. Personifica l'amore e la compassione e decide spontaneamente di morire per l'umanità, per redimerla, mettendo in luce la sua dedizione e il suo altruismo. Attraverso la sua forma umana, il Figlio verrà fatto discendere da Adamo, per mezzo del quale tutti gli uomini furono morti; ma egli sarà un secondo Adamo, per mezzo del quale tutti gli uomini saranno salvati. Nel Giorno del Giudizio, il Figlio apparirà nel cielo, avrà chiamato a raccolta da ogni angolo del mondo tutti, e condannerà i peccatori all'Inferno. L'ultima visione di Adamo, nel libro XII, è il sacrificio del Figlio come Gesù.

## Critica
Il poema epico in questione è reputato una delle più grandi opere della letteratura inglese. Dal momento che è basato sulle Sacre Scritture si è pensato spesso che il suo significato nel canone occidentale si sia abbassato proprio a causa del crescente laicismo. Ma ciò non è parere unanime: anche gli accademici etichettati come laici comprendono i meriti di quest'opera. 
Voltaire è stato il più accanito sostenitore del plagio che Milton avrebbe commesso con il suo Paradiso ai danni de L'Adamo di Giovan Battista Andreini (Firenze 1578 ca- Reggio Emilia 1654) che l'inglese avrebbe letto durante il suo viaggio in Italia nel 1638.
In The Marriage of Heaven and Hell, di William Blake, la voce del diavolo argomenta: Il motivo per cui Milton scrisse in catene degli angeli e di Dio, e in libertà dei diavoli e dell'Inferno, è perché egli era un vero Poeta e stava dalla parte del diavolo senza saperlo. Questa dichiarazione divenne la più comune re-interpretazione dell'opera nel XX secolo; ma tra critici come C.S. Lewis e successivamente Stanley Fish, tale re-interpretazione non è presente. Piuttosto, questi critici sosterrebbero che la teologia di Paradiso Perduto si conformerebbe molto ai passi delle Sacre Scritture su cui si basa.
Per il filosofo Hegel «Milton appare come modello degno di ammirazione, sia per lo studio dell'antichità che per la corretta eleganza dell'espressione. Egli, però, è assolutamente inferiore a Dante per originalità di invenzione e di esecuzione».
La seconda metà del XX secolo vede l'interpretazione critica del poema miltoniano spostata su un piano politico e filosofico. Piuttosto che la concezione romantica del Diavolo come eroe dell'opera, è generalmente accettato che Satana sia presentato in termini inizialmente eroici, alla maniera classica, per poi scemare fino ad essere ridotto a un serpente mangia-polvere incapace persino di sottoporre a controllo il suo stesso corpo. Il lato politico subentra nella riflessione sull'attrito che sta alla base di tutto, quello tra le visioni gerarchiche e conservatrici dell'universo di Satana, e la contrastante nuova strada proposta da Dio e da suo Figlio, illustrata nel libro III. In altre parole, il senso principale dell'opera diviene non la perfidia o l'eroismo di Satana, bensì piuttosto la tensione tra i classici gerarchi conservatori da Antico Testamento (evidenziati nella visione del mondo di Satana, e anche negli arcangeli Raffaele e Gabriele), e i rivoluzionari da Nuovo Testamento (incarnati dal Figlio di Dio e da Adamo ed Eva), che rappresentano un nuovo sistema di organizzazione universale che si basa non sulla tradizione, la precedenza e l'abitudine irragionevole, ma su una sincera e cosciente accettazione del fato, nonché su una posizione scelta grazie ad abilità e responsabilità. Ovviamente, questo genere di critica è forte dei contenuti delle altre opere di Milton e della sua biografia, basandosi sulla sua vicenda personale di rivoluzionario inglese e critico della società.
Paradiso perduto decadde come stima critica e popolare durante il XX secolo a causa degli attacchi di F.R. Leavis e T.S. Eliot, a cui non piacque il linguaggio di Milton, visto come non scorrevole e innaturale.

## Influenza culturale
Nel primo libro dell'opera compare per la prima volta il termine Pandæmonio, coniato da Milton per identificare la capitale dell'inferno, il palazzo edificato da Satana, dai termini greci pan (tutte le cose) e daímonion (demoniache). Il termine è stato ripreso in numerosissime opere. Anche la frase "Meglio regnare all'inferno che servire in paradiso" è stata citata innumerevoli volte.

### Musica
- Tra le fonti dell'oratorio La creazione di Franz Joseph Haydn c'è anche il poema di Milton.
- Into the Pandemonium (1987) è il terzo album in studio del gruppo heavy metal svizzero Celtic Frost.
- Paradise Lost è il nome di un gruppo musicale gothic metal britannico.
- Paradise Lost è un concept album del gruppo musicale statunitense Symphony X.
- Il gruppo musicale britannico Cradle of Filth, nel 1999, ha pubblicato un album video dal titolo PanDaemonAeon. All'interno dell'album è presente la canzone From the cradle to enslave, con tematiche apocalittiche, che contiene varie citazioni dell'opera di Milton.
- Il brano Rattle that lock dell'omonimo 4º album solista di David Gilmour si basa sul racconto di Milton. Il video di accompagnamento infatti è un cartone animato in bianco e nero che sintetizza la storia di Paradise Lost.
- Il rapper romano Gemitaiz ha realizzato una canzone chiamata Paradise Lost, contenuta nel suo album Davide.
- Il gruppo statunitense dei The Used, nell'album Heartwork del 2020, ha inserito al primo posto una traccia intitolata "Paradise Lost, a poem by John Milton". Il frontman Bert McCracken ha dichiarato una forte fascinazione nei confronti dell'opera, che ha ispirato in parte la composizione del brano.
- Il brano Hallelujah del gruppo musicale statunitense Black Veil Brides è ispirato alla storia di Milton. Il video musicale ritrae infatti i momenti più importanti del poema attraverso l'animazione.

### Letteratura
- La prima traduzione integrale del poema fu quella di Paolo Rolli, uscita nel 1729. In precedenza iniziarono e abbandonarono o scelsero di tradurre solo una parte anche Lorenzo Magalotti e Ranieri de' Calzabigi.
- Philip Pullman si ispirò a un passo del Paradiso perduto per il titolo della sua trilogia Queste oscure materie.
- Nella serie a fumetti The Sandman di Neil Gaiman, viene mostrato il Pandæmonio nel numero #4 "Una speranza all'Inferno" del primo arco narrativo "Preludi e Notturni" anche se non esplicitamente citato (la citazione diretta del nome si può invece trovare nell'audiolibro Audible del fumetto, al quale ha lavorato l'autore stesso del materiale d'origine, riguardo adattamento e narrazione).
- Pandemonium club è il nome della discoteca presente nel primo volume (città di ossa) della saga Shadowhunters di Cassandra Clare.
- Nel romanzo Paradiso e inferno (2007) dello scrittore islandese Jón Kalman Stefánsson, l'opera è citata più volte ed è al centro di numerosi riferimenti letterari e simbolici. Il poema miltoniano assume un ruolo importante all'interno della narrazione, diventando emblema della ricerca di senso, del potere evocativo della parola e del contrasto tra luce e tenebra che attraversa l’esperienza umana[6].

### Televisione
- La frase viene citata da Khan Noonien Singh (interpretato da Ricardo Montalbán) quando viene esiliato da Kirk su Ceti Alpha V nell'episodio Spazio profondo (Space Seed) della serie televisiva Star Trek.
- Nel primo episodio della terza stagione della serie TV Le terrificanti avventure di Sabrina, la protagonista Sabrina Spellman deve recarsi all'inferno per portare a compimento delle prove (la cosiddetta caccia alla Regalia Profana) per poter accedere al trono dell'inferno e diventare la regina degli inferi; Caliban (senza dubbio un riferimento al Calibano della Tempesta di Shakespeare) indica a Sabrina e al suo gruppo di amici di vagare nell'inferno per trovare il Pandemonium (nell'originale inglese indicato come The City of Pandemonium). Per accedere all'inferno, tuttavia, Sabrina dovrà pronunciare un incantesimo basato sulla celebre terzina dantesca che apre il Canto 3 dell'Inferno ("Per me si va ne la città dolente, Per me si va ne l'etterno dolore, Per me si va tra la perduta gente"); una volta portata a compimento la prova, i protagonisti potranno ritornare nel mondo terreno solamente dopo aver trovato il Fiore del Male (certamente un riferimento alla nota raccolta poetica di Charles Baudelaire intitolata appunto I fiori del male), elemento fondamentale per far sì che l'incantesimo indicato da Caliban funzioni correttamente.

### Videogiochi
- Nel videogioco Fallout 3 in una città abitata da mutanti sopravvissuti alla guerra atomica, una Ghul consegna al giocatore una copia di un libro del quale possiede molte copie. Il libro è proprio Paradise Lost e, utilizzandolo dall'inventario, il giocatore può aumentare la sua eloquenza. La ragione per cui esistono così tante copie del libro in questa città è perché la descrizione degli Inferi al suo interno ha ispirato i mutanti, permettendogli di creare la città all'interno del Museo.
- Nei videogiochi Final Fantasy II e Final Fantasy IX, uno dei livelli che il giocatore può affrontare è il castello fluttuante di Pandemonium, trasportato dagli inferi sulla Terra dall'antagonista del rispettivo gioco, e di cui rappresenta la base operativa.
- Il livello E3M3 di Doom, nel terzo episodio Inferno, è chiamato Pandemonium, e consiste in una gigantesca fortezza nel cuore degli inferi.
- Nel videogioco Far Cry 5 la battaglia finale contro Faith Seed è chiamata Paradiso Perduto (Paradise Lost).
- Nel videogioco Max Payne 2, nella cutscene iniziale dell'ultimo livello l'antagonista principale del gioco, Vladimir Lem, cita la frase "E' meglio regnare all'inferno che servire in Paradiso".

## Edizioni italiane
- Paradiso perduto, traduzione di Paolo Rolli, Londra,1735.
- Paradiso perduto, traduzione di Andrea Maffei, Torino, Unione Tipografica, 1857
- Paradiso perduto, traduzione di G. Camisani, 1876
- Paradiso perduto, traduzione di Giuseppe Picano, Napoli, Priore, 1911
- Paradiso perduto, traduzione di Luigi Pratesi, 1932
- Paradiso perduto, traduzione di Alessandro Muccioli, Firenze, La Nuova Italia, 1933
- Paradiso perduto, traduzione di Giuseppe Nicolussi, Napoli, Studio di Propaganda Ed., 1938
- Paradiso perduto, traduzione di Decio Pettoello, Torino, UTET, 1950.
- Paradiso perduto, collana Collana Biblioteca, traduzione di Roberto Sanesi, vol. I, saggio introduttivo di Frank Kermode, Milano, Arnoldo Mondadori Editore, 1984. - vol. II, Collana Biblioteca, Mondadori, 1987; con un saggio di T. S. Eliot, Collana Oscar, Mondadori, 1990-2021, ISBN 978-88-045-2799-2; trad. riveduta e corretta, con disegni di Emilio Tadini, Collezione i millenni, Torino, Einaudi, 1992, ISBN 88-06-125-72-9. [ed. parziale di 40 frammenti, con 40 acqueforti di Enrico Baj, Padova, Mastrogiacomo Editore Images 70, 1987]
- Paradiso perduto, traduzione di Roberto Piumini, Testo inglese a fronte, a cura di Fabio Cicero, Collana Il pensiero occidentale, Milano, Bompiani, 2009, ISBN 978-88-452-6357-6.
- Paradiso perduto, traduzione di Flavio Giacomantonio, con un saggio di Vittorio Gabrieli, Pisa, Fabrizio Serra Editore, 2009, ISBN 978-88-6227-146-2.
- Il Paradiso perduto, traduzione di Flavio Giacomantonio, Testo inglese a fronte, Roma, 2016